# Constanta Boltzmann

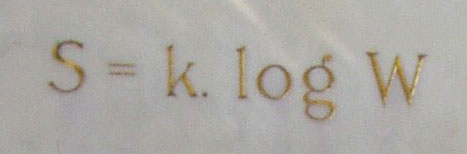
Formula lui Boltzmann, inscripționată pe mormântul său din Viena

Constanta Boltzmann (k sau kB) este factorul de proporționalitate care leagă entropia unui sistem termodinamic de logaritmul numărului de stări microscopice corespunzătoare:
S = k log W .
Denumirea i-a fost dată în amintirea fizicianului austriac Ludwig Boltzmann, care a stabilit această formulă în anii 1872–1875. Constanta Boltzmann este și factorul de proporționalitate care leagă energia medie a sistemului de temperatura termodinamică (T): fiecare grad de libertate microscopic contribuie cu aceeași cantitate kT/2 la energia sistemului (teorema echipartiției energiei).
În sistemul internațional de unități unitatea de temperatură (kelvin, simbol K) este definită fixând constanta Boltzmann la valoarea exactă 1,380 649×10−23 J⋅K−1.